# Sougoï
La Sougoï (en russe Сугой) est une rivière longue de 347 km, affluent droit de la Kolyma, qui coule dans le nord-est de la Sibérie orientale en Russie d'Asie.

## Géographie
Son cours est situé dans l'oblast de Magadan. Elle prend sa source dans les monts de la Kolyma. Sur son cours supérieur, la rivière est également appelée Bouksounda (Буксунда).

## Hydrologie
Son bassin a une superficie de 26 100 km2. Le débit moyen à Sougoï sur son cours moyen (à 289 km de son confluent) est de 56,1 m3/s avec un minimum de 0,73 m3/s en avril et un maximum de 283 m3/s en juin. La rivière est gelée d'octobre à fin mai début juin.

## Aménagements
Une mine de charbon est située dans son bassin fluvial.